# Nikolai Vogel

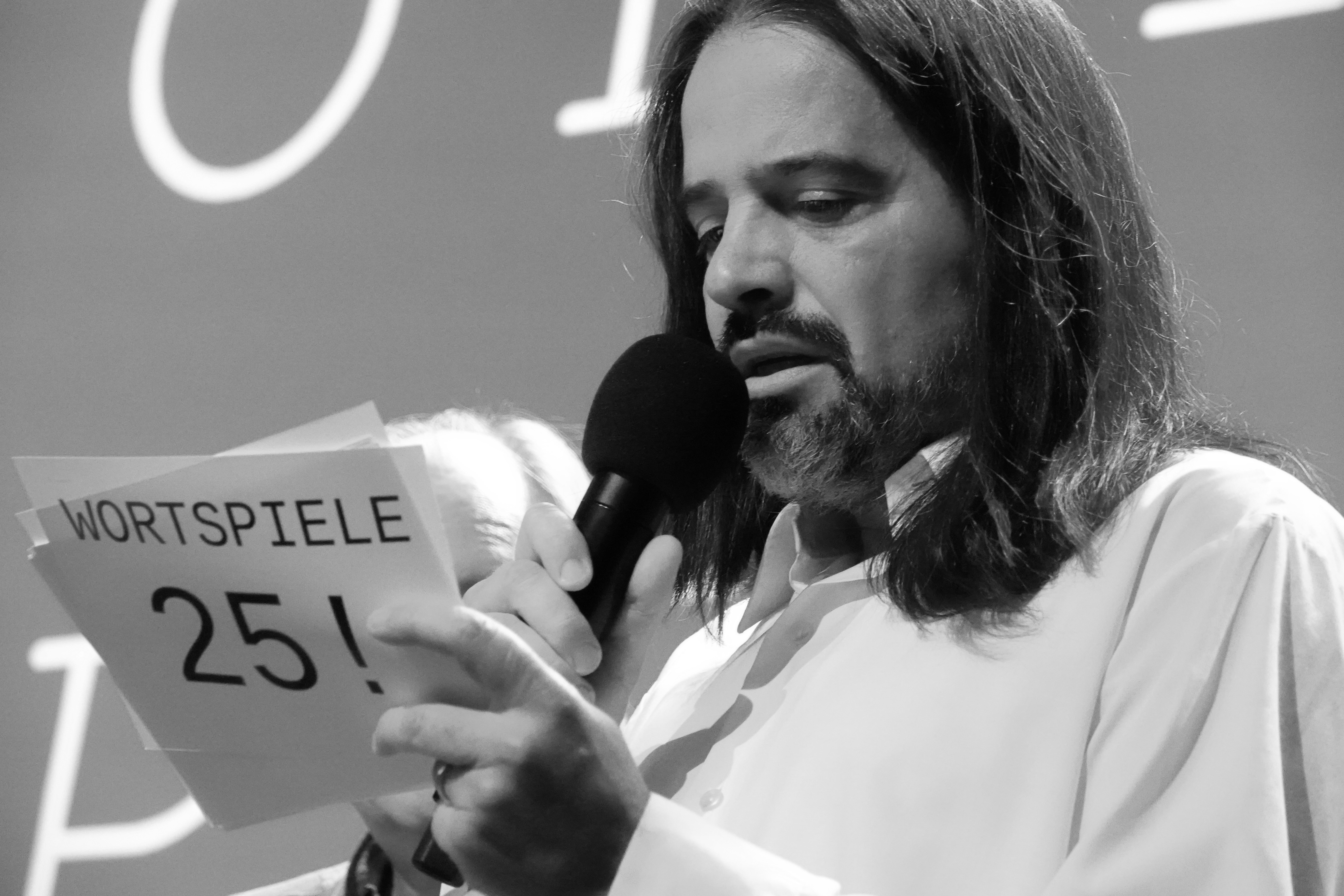
Nikolai Vogel 2025

Nikolai Vogel (* 10. Januar 1971 in München) ist ein deutscher Schriftsteller und bildender Künstler.

## Leben
Nikolai Vogel besuchte ein Gymnasium in Landsberg/Lech. Nach dem Abitur studierte er Neuere Deutsche Literatur, Philosophie und Informatik an der Universität München. Dieses Studium schloss er mit dem Grad eines Magisters ab. Anschließend war er als Web-Entwickler und freier Autor tätig. 1993 gründete er gemeinsam mit Kilian Fitzpatrick den Black Ink Verlag.
Nikolai Vogel war zusammen mit Ulrich Bauer-Staeb Mitbegründer der „Münchner See-Lesungen“, die von 1996 bis 2000 auf dem Kleinhesseloher See im Englischen Garten in München stattfanden. 2004 nahm Vogel am Berliner Wettbewerb „Open Mike“ und 2005 am Ingeborg-Bachmann-Wettbewerb in Klagenfurt teil.
Nikolai Vogel hat neben der Arbeit an eigenen schriftstellerischen Texten auch textkritische elektronische Ausgaben von Robert Musil und Goethe sowie Internet-Editionen von Rilke und Paul Scheerbart betreut. Seit Anfang 2004 führt er das Weblog nachwort.de im Internet.
Nikolai Vogel wurde 1997 mit dem Kulturförderpreis des Landkreises Landsberg/Lech und 2007 mit dem Bayerischen Kunstförderpreis ausgezeichnet. 2005 war er Stipendiat der Autorenwerkstatt im Literarischen Colloquium Berlin; 2008 erhielt er das Projektstipendium für Bildende Kunst der Stadt München, 2009 war er Artist-in-Residence in München und 2012 gewann er den Wettbewerb „Let’s perform - Kunst im öffentlichen Raum“ des Kulturreferats der Landeshauptstadt München.
Nikolai Vogel ist verheiratet mit der Künstlerin Silke Markefka.

## Werke

### Einzelveröffentlichungen
- E. T. A. Hoffmanns Erzählung „Der Sandmann“ als Interpretation der Interpretation, Frankfurt am Main u. a. 1998
- Mißlungene Texte, Scheuring 1998
- Qually, Scheuring
  - 1 (2000)
  - 2. Ohne Menschen, 2004
- Wandlung, Scheuring, 2000
- Science, Gosau 2001
- Große ungeordnete Aufzählung (Detail), Peter Ludewig, München 2008
- Große ungeordnete Aufzählung (Detail), Parasitenpresse, Köln 2009
- Spam Diamond, Innsbruck 2012 (Haymon Verlag) ISBN 978-3-85218-865-2
- Große ungeordnete Aufzählung (Detail), SuKuLTur, Berlin 2014
- Fragmente zu einem Langgedicht, gutleut Verlag, Frankfurt am Main 2019 ISBN 978-3-936826-86-9
- Vielzweckbuch, eof Verlag, Dortmund 2021 ISBN 978-3-7526-3947-6
- Eine Sprache, die sagt, dass sie außer mir ist, Black Ink Verlag, München 2023 ISBN 978-3-930654-69-7
- Das Notizbuch mit dem Affen, Black Ink Verlag, München 2024 ISBN 978-3-930654-74-1

### Gemeinschaftspublikationen (Auswahl)
- Und andere Untiefen, Scheuring 1993 (zusammen mit Kilian Fitzpatrick und Christoph Schäferle)
- Plot, Scheuring 1995 (zusammen mit Kilian Fitzpatrick)
- Welt II, Scheuring 2000 (zusammen mit Kilian Fitzpatrick)
- Zwei Wochen, Scheuring 2002 (zusammen mit Kilian Fitzpatrick)
- Der König schläft im Schloss, Scheuring 2007 (zusammen mit Thomas Glatz und Kilian Fitzpatrick)

### Ausstellungen und Installationen (Auswahl)
- Die Lesbarkeit der Weltliteratur, Wortspiele Festival 7, Muffathalle, München 2007
- Große ungeordnete Aufzählung, Wortspiele Festival 8, Muffathalle, Ampere Club, München 2008
- 200 Jahre Akademie, Altbau oder Neuland, Neuland, München 2008
- Weltraum im Lothringer 13, Lothringer13, München 2009
- Interpretationsmaschine, Wortspiele Festival 9, Muffathalle, München 2009
- Platform 3 Opening, Platform3, München 2009
- Artist in residency851, lothringer laden, München 2009
- Lord Wink Award, Parallel Events - 11th International Istanbul Biennial, .artSümer Istanbul 2009
- Große ungeordnete Aufzählung (Detail), Klang im Turm, München 2010
- Lauschangriff, Wortspiele Festival 10, Muffathalle, München 2010
- Poetische Positionen, Alte Schranne, Nördlingen 2010
- Platform3 Futures, Platform3, München 2011
- Fragile - Handle With Care, Färberei, München 2011
- A Public Moment, Platform3, München 2012
- Mein Atelier - My Studio, Stuttgarter Kunstverein, Stuttgart 2012
- Anonyme Zeichner 2013, Kunstverein Tiergarten, Berlin 2013
- Das Allerletzte Prof. Winkler Stipendium, Kunstverein Weiden, Weiden 2013

## Herausgeberschaft
- Arthur Schnitzler: Traumnovelle, Scheuring 2004 (herausgegeben zusammen mit Kilian Fitzpatrick)